# Gheorghe Mureșan
Gheorghe Mureșan (magyar forrásokban gyakran Muresan Gyurika Alsódetrehem, Kolozs megye, 1971. február 14. –) román profi kosárlabda játékos.
Az NBA, az észak-amerikai profi kosárlabdaliga legmagasabb játékosa volt, hét láb hét inches magasságával. 2000-ben vonult vissza, 29 éves korában, sérülések miatt.

## Sportpályafutása
Sportolói karrierjét a kolozsvári egyetemi kosárlabdacsapatban kezdte. Az 1992-93-as szezonban már a francia Élan Béarnais Pau-Orthez klubban szerepelt, ahova pályafutása során többször visszatért. 1993-ban az amerikai NBA-ben, a Washington Bullets-ben folytatta pályafutását. Az 1995-96-os szezonra ismét a Pau-Orthez csapatában szerződött, majd 1999-től a New Jersey Nets-nél szerepelt. A 2000-2001-es szezonra ismét visszatért a Pau-Orth-hez. 2005-06-ban a Maryland Nighthawks játékosa volt.
2004-ben létrehozta sportiskoláját, a Giant Basketball Academy-t.

## Magánélete
Nős, két fia van.